# هنري ريتشاردسون (مونتير)
هنري ريتشاردسون (بالإنجليزية: Henry Richardson)‏ هو مونتير بريطاني، ولد في 13 يناير 1936 في لندن في المملكة المتحدة، وتوفي في 31 يوليو 2017.

## وصلات خارجية
- هنري ريتشاردسون على موقع IMDb (الإنجليزية)
- هنري ريتشاردسون على موقع ألو سيني (الفرنسية)
- هنري ريتشاردسون على موقع أول موفي (الإنجليزية)
- هنري ريتشاردسون على موقع قاعدة بيانات الأفلام السويدية (السويدية)
- هنري ريتشاردسون على موقع قاعدة بيانات الفيلم (الإنجليزية)
- هنري ريتشاردسون على موقع كينوبويسك (الروسية)